# David Konečný
David Konečný (ur. 10 października 1982 w Boskovicach) – czeski siatkarz, grający na pozycji atakującego, reprezentant Czech. Od stycznia 2018 roku występuje w drużynie Volejbalový klub Kladno.

## Sukcesy klubowe
Mistrzostwo Czech:
- 2006
- 2008, 2018

Puchar Francji:
- 2009, 2010, 2011, 2013, 2014[1], 2015[2]

Mistrzostwo Francji:
- 2010, 2012, 2013, 2014[3], 2015
- 2011
- 2009

Superpuchar Francji:
- 2012, 2014[4], 2015

Puchar CEV:
- 2017

## Nagrody indywidualne
- 2010: MVP francuskiej Ligue A w sezonie 2009/2010
- 2012: Najlepszy atakujący francuskiej Ligue A w sezonie 2011/2012
- 2013: Najlepszy atakujący francuskiej Ligue A w sezonie 2012/2013
- 2014: Najlepszy atakujący francuskiej Ligue A w sezonie 2013/2014
- 2017: MVP Pucharu CEV